# 7. батаљон војне полиције
7. батаљон војне полиције је био приштапска јединица Херцеговачког корпуса Војске Републике Српске. Батаљон је основан на јесен 1992. године, у Билећи. Претечу одреда и окосницу њеног будућег деловања, чинило је 20-ак војника на служењу војног рока. Батаљон је поред безбедносних послова током рата учествовао и у борбама Херцеговачког корпуса у Првој и Другој митровданској офанзиви.

## Организација
Батаљон војне полиције је на почетку рата има команду, две полицијске чете, позадину и криминалистичку службу. Средином 1993. батаљон је преустројен тако да су формирани противтерористички вод и саобраћајни вод. Осим аутоматских пушака, батаљон је током рата располагао водом минобацача и бестрзајних топова 82 mm и 2 борбена возила пешадије.

## Ратни пут
Војна полиција корпуса током Прве митровданске офанзиве помогла деблокади дела Требињске бригаде Хецеговачког корпуса на објекту Јасенковац, крајем октобра 1992. Током Друге митровданске офанзиве, противтерористички вод наноси губитке АРБиХ у заседи на објекту Порим на ширем простору села Зијемља - Лука.